# Cestrum urbanii
Cestrum urbanii är en potatisväxtart som beskrevs av Francey. Cestrum urbanii ingår i släktet Cestrum och familjen potatisväxter. Inga underarter finns listade i Catalogue of Life.